# 渡部真理子
渡部 真理子（わたなべ まりこ、1987年5月19日 - ）は、日本のミュージカル俳優である。福島県会津若松市出身。劇団四季所属。

## 来歴
中学時代に学校観劇で観た『ライオンキング』に衝撃を受け劇団四季のオーディション受験を決意した。
仙台育英学園高等学校卒業後、国立音楽大学で声楽を学ぶ。
高校ではチアリーディング部に所属し、仙台育英の様々な運動部の応援をしていた。全日本高等学校チアリーディング選手権にも出場している。
2009年秋に行われたオーディションに合格し、2010年4月に劇団四季入団。『ウィキッド』福岡公演でファニーを演じ、初舞台を踏む。

## 主な出演作品
- ウィキッド（ファニー）
- リトルマーメイド（アデッラ）
- ライオンキング（アンサンブル）
- サウンド・オブ・ミュージック（アンサンブル）